# Porto Torres
Porto Torres (in de lokale taal, het Sassarees, Posthudorra) is een stad in de Italiaanse provincie Sassari, in Noordwest-Sardinië. De stad ligt aan de rivier de Mannu. In 2002 had de stad ongeveer 20.000 inwoners.
Oorspronkelijk was Porto Torres een Fenicische haven die later Carthaags werd, vervolgens Romeins en ten slotte Italiaans. In de plaats bevindt zich een archeologisch gebied, met ruïnes van Romeinse baden. Verder is er een goed bewaarde Romeinse brug over de Mannu. De romaanse kathedraal van San Gavino staat in deze stad. Dit is een van de belangrijkste kerken van het eiland.
Porto Torres heeft een belangrijke haven. Er is een veerverbinding met de havens van Genua en Marseille, de autoweg SS131/E25 naar Sassari en Cagliari, en een nationale weg naar Santa Teresa Gallura (SS200). Verder is er ook een marina oostelijk van de haven.
De chemische industrie ondersteunt de moderne economie van Porto Torres.

## Luchtfoto's

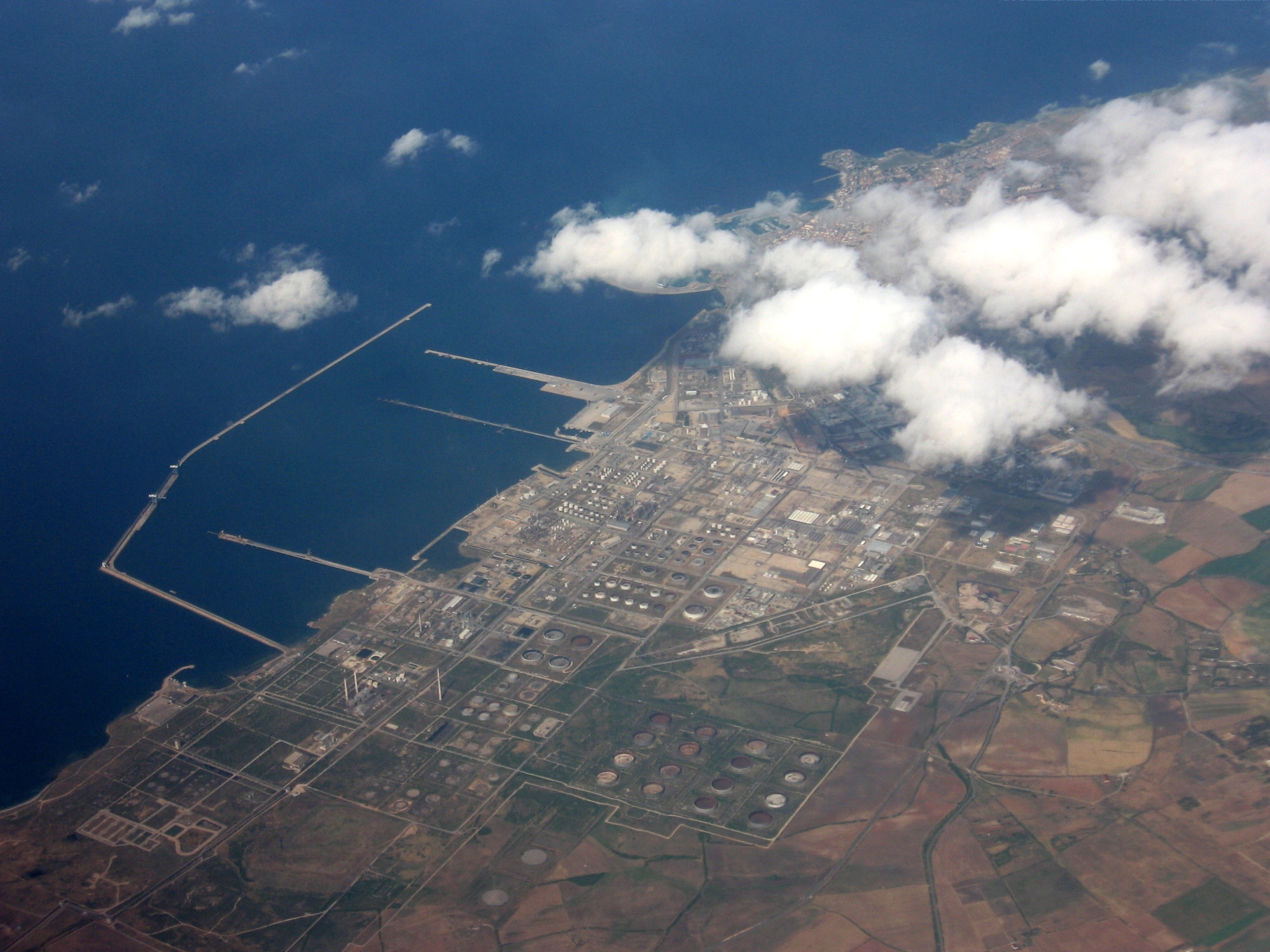
Zicht op de chemische industrie

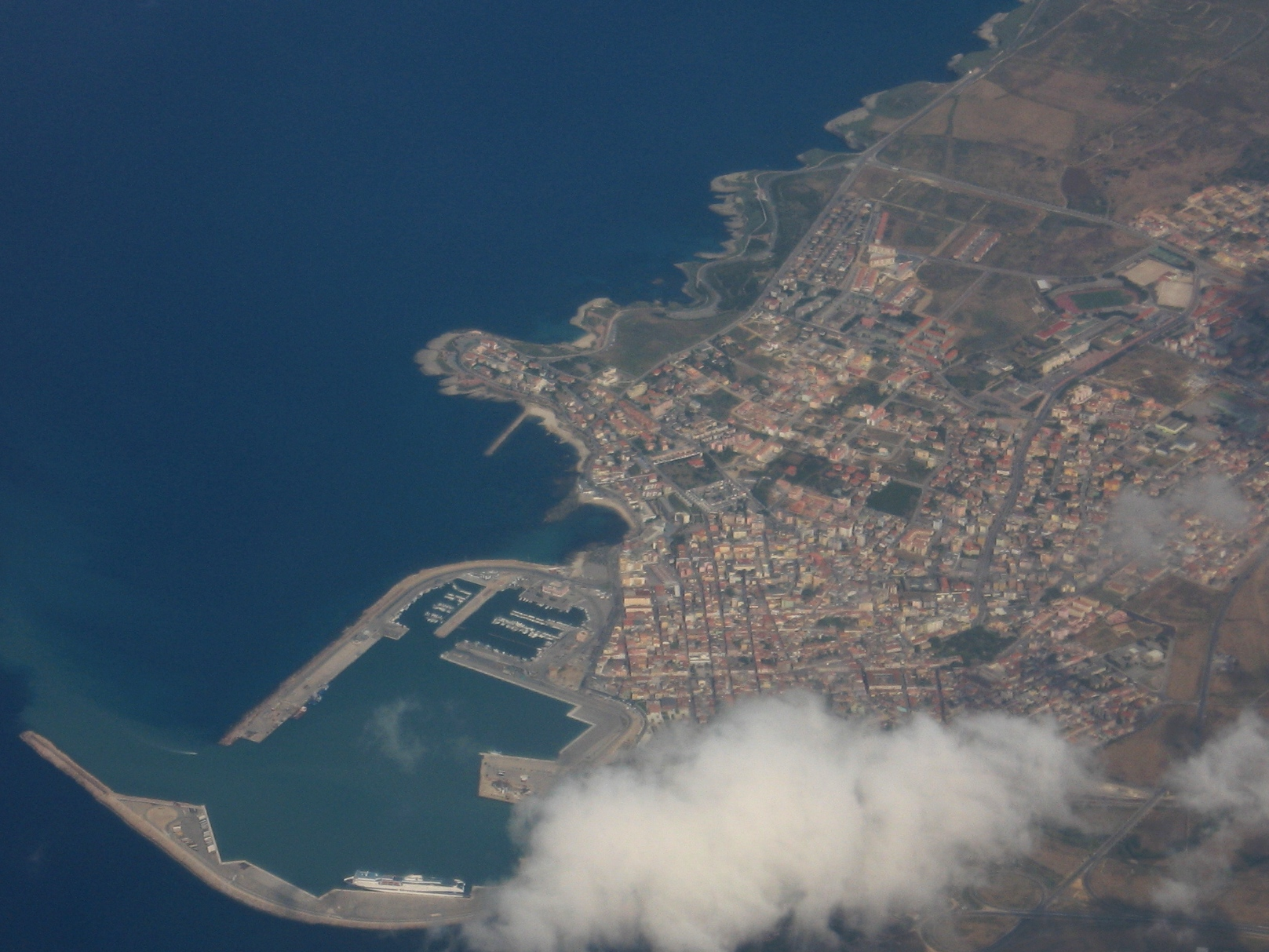
Zicht op de stad